# Cerro San Rafael
Der Cerro San Rafael (spanisch) ist ein Hügel in den Pensacola Mountains des westantarktischen Queen Elizabeth Lands. In den Panzarini Hills der Argentina Range ragt er unmittelbar nordöstlich des Mount Ferrara auf.
Argentinische Wissenschaftler benannten ihn. Der weitere Benennungshintergrund ist nicht überliefert.